# 胡夫峰
71°20′S 68°16′W / 71.333°S 68.267°W
胡夫峰（英語：Khufu Peak）是南極洲的山峰，位於亞歷山大一世島東部的普拉尼特高地，海拔高度約745米，該山峰取自埃及的胡夫金字塔，現時由南極條約體系管理。